# Américo Brasil
Américo Natalino Carneiro Brasil, ou apenas Américo Brasil, (Belém, 12 de outubro de 1912 — Brasília, 10 de fevereiro de 1998) foi um professor, odontólogo e e político brasileiro, outrora deputado federal pelo Pará.

## Dados biográficos
Filho de Francisco Castelo Branco Brasil e Lucíola Carneiro Brasil. Seu pai lutou pela anexação do Acre ao território brasileiro, sendo que o próprio Américo Brasil foi professor no respectivo estado. Graduado em Odontologia na Universidade Federal do Pará em 1939, foi prefeito de Breves entre 1941 e 1943 sob a vigência do Estado Novo. Candidato a deputado estadual via PSP em 1947, não foi eleito, mas retornou à prefeitura de Breves por eleição direta em 1954. Candidato a deputado estadual por quatro vezes, figurou como suplente em 1958 e foi eleito em 1962. Durante o seu mandato, o Regime Militar de 1964 outorgou o bipartidarismo e assim Américo Brasil optou pela ARENA, reelegendo-se em 1966.
Eleito deputado federal em 1970, não se reelegeu no pleito seguinte. Aposentou-se como oficial administrativo do Ministério da Saúde em 1975 e elegeu-se deputado estadual em 1978, migrando para o PDS em 1980, quando o governo do presidente João Figueiredo restaurou o pluripartidarismo.